# Szemplino Wielkie
Szemplino Wielkie [pronunciación en polaco: /ʂɛmˈplinɔ ˈvjɛlkʲɛ/] es un pueblo ubicado en el distrito administrativo de Gmina Janowo, dentro del Condado de Nidzica, Voivodato de Varmia y Masuria, en Polonia del norte. Se encuentra aproximadamente a 18 kilómetros al sureste de Nidzica y a 58 kilómetros al sur de la capital regional Olsztyn.
El pueblo tiene una población de 80 habitantes.